# 勒尼 (约讷省)
勒尼（法語：Leugny，法語發音：[lœɲi]）是法国勃艮第-弗朗什-孔泰大区约讷省的一个市镇，属于欧塞尔区。

## 地理
勒尼（47°41'2"N, 3°22'30"E）面积13.34 平方千米，位于法国勃艮第-弗朗什-孔泰大區约讷省，该省份为法国中北部内陆省份，西接卢瓦雷省，西北接塞纳-马恩省，南至涅夫勒省，东临科多尔省，东北与奥布省接壤。
与勒尼接壤的市镇（或旧市镇、城区）包括：迪日、拉朗德、莱维、瓦讷河畔穆兰、瓦讷。

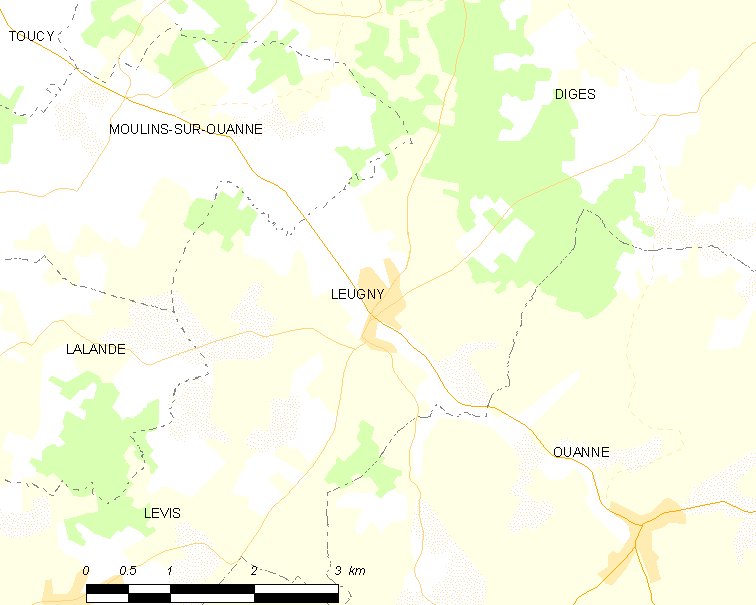
的OSM定位图

勒尼的时区为UTC+01:00、UTC+02:00（夏令时）。

## 行政
勒尼的邮政编码为89130，INSEE市镇编码为89221。

## 政治
勒尼所属的省级选区为皮赛中心县。

## 人口

1962-2008年间人口变化图示

勒尼于2022年1月1日时的人口数量为317人。